# Dapanoptera meijereana
Dapanoptera meijereana är en tvåvingeart som först beskrevs av Alexander 1942.  Dapanoptera meijereana ingår i släktet Dapanoptera och familjen småharkrankar. Artens utbredningsområde är Indonesien.